# Іван
Іва́н (грец. Ἰωάννης, Iōannēs; лат. Ioannes, Iohannes) — чоловіче особове ім'я. Походить від єврейського імені Йоханан (івр. יוֹחָנָן, Yôḥanan, «Ягве милостивий»). Українська форма імені «Іван» запозичена з грецької через церковнослов'янську (церк.-слов. Їѡаннъ). Поширене у різних формах в країнах, де панують аврамічні релігії. Інші форми — Іоанн, Іоан, Джон (в англомовних країнах), Йоганн, або Ганс (у німецькомовних країнах), Хуан (в іспаномовних країнах), Жуан (в португаломовних країнах), Жан (у франкомовних країнах), Ян (у західнослов'янських країнах), Джованні (в італійській мові), Янош (в угорській мові), Ях'я (в ісламських країнах) тощо.

## Іменини
- 7 січня - собор Івана Хрестителя
- 24 лютого - перше і друге знайдення голови Івана Хрестителя
- 24 червня - Різдво Івана Хрестителя
- 29 серпня - усікновення голови Івана Хрестителя

## Імена-відповідники різними мовами
- укр. Іван;
- біл. Ян (Янка, Ясь), Іван;
- італ. Giovanni;
- пол. і чеськ. Jan;
- угор. János,
- фр. Jean;
- порт. João;
- нім. Johann,
- англ. John,
- ісп. Juan;
- араб. يوحنا,
- грец. Ιωάννης;
- кит.: 若望;
- кор. 요한;
- яп. ヨハネ;